# Spirit of the North
Spirit of the North (с англ. — «Дух Севера») — это инди-игра, жанра квест и трёхмерного платформера. Её выход состоялся 1 ноября 2019 года на игровых приставках PlayStation 4. Игрок управляет лисом, получившим от духа лисицы сверхъестественные способности и должен поочерёдно активировать обелиски, чтобы изгнать красную порчу из родной земли.
Разработкой Spirit of the North занимались два независимых разработчика — Джейкоб Саттон и Тайлер Кристенсен, которые желали создать игру с упором на повествование, вдохновляясь такими играми, как Journey, Abzû и Rime, а также воссоздать по возможности максимально крупные локации, как это возможно для двух разработчиков. Работая над историей, команда вдохновлялась скандинавскими мифами о лисах.
Критики, с одной стороны, похвалили представленные ландшафты в игре, а также интересную механику способностей лиса, однако указали на плохое управление, а также пустоту локаций и повторяемость действий и головоломок.

## Игровой процесс
В Spirit of the North требуется управлять лисом. Игра начинается в неизвестной северной долине, где нет ничего, кроме снега и льда, однако лис должен двигаться в сторону красной линии. Он встречает дух лисицы, которая направляет его в неизвестную сторону. Лис приходит к красному обелиску, который, однако, почти лишает его жизни. Чтобы спасти героя, дух лисицы сливается с лисом, образуя на его теле характерные отметины. Отныне у персонажа появляются новые способности. Он может заряжаться энергией у особых цветков, чтобы затем отдавать силу особым обелискам, которые затем открывают проход, изменяют высоту платформы или же изменяют уровень воды. Некоторые платформы поделены на несколько частей, которые можно вращать, подбирая правильные комбинации.
Во время путешествия, лис встречает остатки неизвестной цивилизации, а также останки монахов. Если найти и поднести им посох, то душа монаха найдёт упокоение и исчезнет. Со временем, лис приобретает новые способности, например возможность временно отделять душу от тела, чтобы подобраться к недоступным уголкам и активировать там обелиски, или же делать рывок вперёд во время свободного падения. Сама игра представляет собой трёхмерный и нелинейный платформер, где лис должен бегать и зачастую прыгать по платформам, чтобы пройти дальше. В некоторых локациях имеются гейзеры, позволяющие высоко прыгать.
Цель лиса — добраться до источника красной порчи, отравляющей землю и угрожающей всему живому.

## Создание и выход
Разработкой игры занимались два независимых разработчика — Джейкоб Саттон и Тайлер Кристенсен, основавших собственную студию Infuse Studio. Разработчики сходили из идеи создать что-то запоминающееся, но и одновременно возможное для создания двумя людьми. Сами Джейком и Тайлер являются поклонниками таких атмосферных приключенческих игр, как Journey, Abzû и Rime за то, как они могли заинтересовывали игроков своей историй и без использования единого слова. При этом разработчики признавались, что создание сценария без диалогов было трудной задачей, в частности создатели предлагали изучать созданные в игре фрески их друзьям, чтобы они могли их правильно интерпретировать. Хотя Spirit of the North является линейной игрой, ближе к концу игры, когда персонаж открывает достаточно способностей, создатели старались максимально расширить игривое пространство, как это возможно для двух человек. Всего на создание игры ушло два с половиной года, хотя команда призналась, что рассчитывала, что закончит игру за год, заметив, что значительную часть разработки потратила на отладку игры и выявление разных ошибок.
Хотя команда с самого начала хотела, чтобы их игра была о лисе, она не знала в какое место действия её поместить. Кристенсен вспомнил тогда скандинавскую народную сказку о лисе, которая создаёт северное сияние, махая своим хвостом о вещи. Тогда команда решила связать сюжет игры с данным мифом. В другом блоге, разработчики утверждали, что обращались к финской сказке о «Туликетту», согласно которой, когда «огненная лисица» бежит по снежным холмам, она образует искры, соприкасаясь своим хвостом к камнями, эти искры поднимаются в небо и образуют северное сияние.
Отвечая над решение выпустить игры только на PlayStation 4, команда призналась, что у них не было средств на выпуск игры сразу на платформах ПК, Xbox и Switch, так, что команда решила в начале выпустить игру только на PS4, также рассчитывая, что именно на данной платформе она привлечёт больше внимания, также сами разработчики предпочитают играть на PS4. Анонс игры состоялся 14 августа 2018 года, а выход — 1 ноября 2019 года на PlayStaion 4. В марте 2020 года стало известно о предстоящем выпуске игры на персональные компьютеры и Nintendo Switch весной того же года.
В 2020 году было анонсировано переиздание Spirit of the North: Enhanced Edition, которое вышло 26 ноября для PlayStation 5, и в начале 2021 года для Xbox Series X/S.

## Критика
| Сводный рейтинг    | Сводный рейтинг |
| Агрегатор          | Оценка          |
| ------------------ | --------------- |
| Metacritic         | 67/100 (PS4)    |
| Иноязычные издания |                 |
| Издание            | Оценка          |
| PSX-Sense.nl       | 8,5/10          |
| Eurogamer Italy    | 8/10            |
| CD-Action          | 65 %            |
| 4Players.de        | 62 %            |
| Gaming Age         | C               |

Оценки Spirit of the North можно охарактеризовать в целом, как смешанные. Средняя оценка по версии агрегатора Metacritic составляет 67 баллов из 100 возможных. Критики, с одной стороны, похвалили представленные ландшафты в игре, а также интересную механику способностей лиса, однако указали на плохое управление, а также пустоту локаций и повторяемость действий и головоломок.
Положительный отзыв оставил критик сайта PSX-SENSE, заметив, что игре удаётся передать уникальный опыт, связанный с историей и сеттингом. Игра приятно удивляет своим визуальным оформлением, которое не является лучшим в своём роде, но определённо достойным похвалы, в частности достаточно разнообразные ландшафты. Тем не менее критик указал, что его игровой сеанс растянулся из-за неуклюжего управления. Представленные загадки критик назвал достаточно простыми, что плохо сочетается с достаточно хорошо продуманными магическими навыками. Критик сайта Eurogamer заметил, что Spirit of the North — одна из тех игр, которая делает ставку на исследовании и важности повествования. При этом сама история достаточно проста, как и сам простой и линейный игровой процесс, предающий иллюзию свободного передвижения в игровом мире. При этом критик похвалил игру за её внимание к окружающим деталям, окружающему пространству и признался, что видно, сколько любви вложили разработчики, вдохновляясь исландским фольклором. «Яркие, синие и красные цвета становятся поэтическим адъювантом молчаливого, но постоянно присутствующего сюжета в глазах у игрока». Критик подытожил, что игра не предлагает ничего инновационного, однако ей удалось найти место среди десятков тысяч игр, которые пытались сделать ставку на повествование.
Другая часть критиков оставили сдержанные отзывы, например представитель сайта 4players при всём своём положительным отношением к инди-играм, особенно которые предлагают играть за животных, назвал Spirit of the North совершенно посредственной игрой, с огромными и пустыми локациями, малым количеством возможностей и мнимой угрозой, которая первый раз вредит персонажу, а потом перестаёт по неясной причине. Тем не менее критик заметил, что со временем геймплей становится всё более насыщенны и разнообразным вместе с приобретением новых навыков и введения новых препятствий. Однако впечатление по-прежнему сильно портит плохое управление и неуклюжие движения лисы, да и в целом явно заметно некачественное программирование игры. Критик сайта Gaming Age заметил, что самая большая проблема Spirit of the North заключается в том, что игры гораздо больше, чем нужно. Например, представленная история достаточно проста и не даёт причины задерживаться в игре в течение почти четырёх часов. Критик заметил, что её стоило бы сократить как минимум на час, особенно учитывая большую повторяемость головоломок.